# Іріні (станція метро)
«Іріні» (грец. Ειρήνη) — станція Афінського метрополітену, в складі Афіно-Пірейської залізниці. Розташована на відстані 20 850 метрів від станції метро «Пірей», у передмісті Афін Марусі. Як станція метро була відкрита 3 вересня 1982 року. На станції заставлено тактильне покриття.